# Keith Alfred Hindwood
Keith Alfred Hindwood (* 3. Juli 1904 in Willoughby, Sydney, New South Wales; † 18. März 1971 in Sydney, New South Wales) war ein australischer Ornithologe und Geschäftsmann.

## Leben und Wirken
Keith Alfred Hindwood war der jüngere von zwei Söhnen und das dritte von vier Kindern des Ehepaars Alfred Joseph und Ida Ellen Hindwood, geborene Phillips. Sein Vater war Schreibwarenhändler. Bis zu seinem 14. Lebensjahr ging Hindwood auf die North Sydney Public School. 1928 gründete er einen Schreibwarengroßhandel für Papier-, Büro- und Druckereibedarf. In den 1950er-Jahren wandelte er das Geschäft in eine Gesellschaft um und führte diese bis zu seinem Ruhestand im Jahr 1970. 1936 heiratete er in Darlinghurst Marjorie Goddard, eine Stenografin.
1924 trat Hindwood der Royal Australasian Ornithologists Union bei, für dessen Journal Emu er 185 Artikel verfasste. Sein erster Beitrag, der 1926 erschien, war eine detaillierte Studie über den Steinhuscher (Origma solitaria). Zwischen 1928 und 1937 wurden 52 von Hindwoods Naturfotos in der Sydney Mail veröffentlicht. Von 1931 bis 1932 schrieb er unter dem Pseudonym Oriole die Kolumne Nature Notes and Studies in der Tageszeitung The Land. Er unternahm regelmäßig Exkursionen in die verschiedenen Lebensräume der Vögel rund um Sydney, um das eingeschränkte Verbreitungsgebiet des Steinhuschers in New South Wales zu bestimmen.
Von jeher an ornithologischer Geschichte interessiert, gehörte Hindwood der Royal Australian Historical Society an. Seine Flitterwochen auf der Lord-Howe-Insel entfachten in ihm den Ehrgeiz, die ornithologische Geschichte der Insel zu erforschen. Die Ergebnisse dieser Studie, in denen er ausführlich das Aussterben verschiedener endemischer Vogelarten beschrieb, wurden 1940 unter dem Titel The Birds of Lord Howe Island im Journal Emu veröffentlicht. Später schrieb er über die wegbereitenden australischen Naturforscher und über die Künstler der Kolonialzeit, darunter George Raper. Zu seinen Büchern zählen The Waders of Sydney (mit Ernest Sydney Hoskin, 1955), The Birds of Sydney (mit Arnold Robert McGill, 1958), Australian Birds in Colour (1966) und A Portfolio of Australian Birds (mit Illustrationen von William Thomas Cooper, 1968). 1961 und 1962 begleitete er die Zoologen Kent Keith und Dominic Serventy an Bord des Forschungsschiffes H.M.A.S. Gascoyne ins Korallenmeer. Ihre Forschungsergebnisse über die Avifauna dieser Region wurden 1963 von der Commonwealth Scientific and Industrial Research Organisation unter dem Titel Birds of the South-West Coral Sea veröffentlicht.

## Ehrungen und Mitgliedschaften
Hindwood war ehrenamtlicher Ornithologe und wissenschaftlicher Mitarbeiter am Australian Museum. 1931 wurde er zum lebenslangen Mitglied der Gould League of Bird Lovers of New South Wales gewählt. 1938 wurde er korrespondierendes Mitglied der American Ornithologists’ Union. 1939 wurde er Präsident und 1950 Fellow der Royal Zoological Society of New South Wales. Von 1944 bis 1946 wurde er zum Präsidenten und 1951 zum Fellow der Royal Australasian Ornithologists Union gewählt. 1959 wurde er mit der Medaille der Royal Australian Historical Society ausgezeichnet.

## Dedikationsnamen
Walter E. Boles und Wayne Longmore benannten im Jahr 1983 den Eungellahonigfresser (Bolemoreus hindwoodi) zu Ehren von Keith Alfred Hindwood.